# Плехановский
Плеха́новский — жилой массив в Калининском районе Новосибирска. Расположен в южной части района, граничит с Заельцовским, Центральным и Дзержинским районами. Ограничен с запада улицей Ипподромской, с севера улицей Кропоткина, с востока улицей Светлой, с юга — полотном Западно-Сибирской железной дороги. Застроен панельными девяти- и десятиэтажными домами. Назван в честь левого русского философа и политика Георгия Плеханова. Ориентировочная численность жителей микрорайона составляет 10 тысяч человек.

## История
Безымянные улицы, соответствующие современным улицам Кропоткина и Плеханова, обозначены на картах Новониколаевска начиная с 1919 года. В те времена это была окраина города. Дальше простирался нетронутый лес. В 1980-е годы частную застройку в этой части Новосибирска сменили типовые многоэтажные дома, но до настоящего времени микрорайон соседствует с кварталами частных домов. Строительство первых девятиэтажек было начато в 1978 году, первые новосёлы въехали в квартиры осенью 1987 года. В 1988-м году была построена и открыта средняя общеобразовательная школа № 122. В 2002 году на территории Плехановского жилмассива была создана локальная компьютерная сеть PLHS: Plekhanovsk’s Little Home System. Она стала одной из старейших и самых развитых некоммерческих домовых сетей в Новосибирске, насчитывая порядка 300 пользователей.

## Инфраструктура
На территории микрорайона находится средняя общеобразовательная школа со стадионом и бассейном, 2 детских сада. На пересечении улиц Ипподромской и Кропоткина расположены несколько крупных торговых центров, супермаркеты.

## Предприятия
Плехановский жилмассив является классическим примером «спального» района — здесь отсутствуют какие-либо рабочие места, не связанные с бытовым или социальным обслуживанием жителей района.

## Транспорт
Железнодорожная платформа «Плехановская».
Остановка городского автобуса, троллейбуса и маршрутного такси «Плехановский жилмассив».
Ближайшие станции метро: «Гагаринская», «Маршала Покрышкина», «Берёзовая роща».